# Gallop
Gallop Co., Ltd (（株式会社）ぎゃろっぷ, Kabushiki-kaisha Gyaroppu), por vezes chamado de Studio Gallop, é um estúdio de animação japonês criado em 13 de dezembro de 1978.

## Trabalhos

### Animes

#### Produção
- Touch (1985-1987)
- Tekkamen wo oe! Dartanyan Monogatari Yori (1987)
- Kiteretsu Daihyakka (1988-1996)
- Gaki Deka (1989-1990)
- Miracle Giants Dome-kun (1989-1990)
- Tanken gobrin tou (1990-1991)
- Genji Tsuushin Agedama (1991-1992)
- Hime-chan's Ribbon (1992-1993)
- Akazukin Chacha (1994-1995)
- Kochira Katsushika-ku Kameari Kōen-mae Hashutsujo (1996-2008)
- Kodomo no Omocha (1996-1998)
- Rurouni Kenshin (1996-1997)
- Anime TV de Hakken! Tamagotchi (1997-1998)
- Initial D (1998)
- Ojarumaru (1998-ongoing)
- Transformers: Robots in Disguise (2000-2001)
- Yu-Gi-Oh! Duel Monsters (2000-2004)
- Legendz Yomigaeru Ryuuou Densetsu (2004-2005)
- Morizo to Kikkoro (2004-2005)
- Yu-Gi-Oh! Duel Monsters GX (2004-2008)
- Animal Yokocho (2005-2006)
- Eyeshield 21 (2005-2008)
- Hataraki Man (2006)
- Yu-Gi-Oh! 5D's (2008-2011)
- Yu-Gi-Oh! Zexal (2011-2014)
- Yu-Gi-Oh! Arc-V (2014-2017)
- Yu-Gi-Oh! Vrains(2017-2019)

#### Fotografia
- Chikkun Takkun (1982-1984)
- Mister Ajikko (1987-1989)
- Rurouni Kenshin
- Kiteretsu Daihyakka

### OVAs
- Ichi-Pondo no Fukuin
- Kenritsu Chikyu Bōeigun
- To-y

### Filmes

#### Produção
- Majo no Takkyūbin
- Rurouni Kenshin
- Kawa no Hikari
- Urusei Yatsura: Only You
- Urusei Yatsura: Remember My Love
- Yu-Gi-Oh! The Movie: Pyramid of Light
- Yu-Gi-Oh! Movie: Super Fusion! Bonds That Transcend Time

#### Fotografia
- Cannon Fodder
- The Dagger of Kamui
- Magnetic Rose
- Street Fighter II: The Animated Movie

#### Ambos
- Castle in the Sky
- Night on the Galactic Railroad